# Геноцид в Газа
Според специален комитет на ООН, „Амнести Интернешънъл“, „Лекари без граници“, Бецелем, „Лекари за човешки права – Израел“, Международната федерация за правата на човека, учени в областта на геноцида и международното право, както и други експерти, Израел извършва геноцид в Газа срещу палестинците по време на продължаващата блокада, инвазия и бомбардировки на ивицата Газа като част от войната срещу „Хамас“. Действията, описани като геноцид от експерти и правозащитни организации, включват масови убийства и използване на глада като оръжие на войната. Други подобни действия включват унищожаване на гражданска инфраструктура, убийства на здравни работници и хора, търсещи помощ, масово принудително разселване, сексуално насилие и възпрепятстване на раждания.
Към август 2025 г. Министерството на здравеопазването в Газа съобщава, че поне 60 138 души са били убити – 1 на всеки 37 души – със средно 91 смъртни случая на ден. Повечето от жертвите са цивилни, като поне 50% от тях са жени и деца. В сравнение с други скорошни глобални конфликти, броят на загиналите журналисти, хуманитарни и здравни работници, както и деца, е сред най-високите. Смята се, че хиляди тела все още се намират под развалините на разрушени сгради. Изследване в The Lancet оценява броя на смъртните случаи от травматични наранявания към юни 2024 г. на 64 260, като се отбелязва, че общият брой може да е по-голям, ако се включат и „непреки“ смъртни случаи. Към май 2025 година съпоставимата оценка за смъртни случаи от травматични наранявания е 93 000 (между 77 000 и 109 000), което представлява 4 – 5% от предвоенното население на Газа. Броят на ранените надвишава 100 000. Газа има най-много деца с ампутации на глава от населението в света.
Наложената израелска блокада значително допринася за глада и заплахата от глад в Газа. Прогнозите показват, че 100% от населението изпитва „високи нива на остра хранителна несигурност“, като около половин милион души са в катастрофално състояние към юли 2025 г. В началото на конфликта Израел прекъсва водоснабдяването и електричеството на Газа. Към май 2024 84% от здравните центрове са били разрушени или повредени. Израел е унищожил и множество културно значими сгради, включително всичките 12 университета в Газа, 80% от училищата, както и множество джамии, църкви, музеи и библиотеки. Над 1,9 милиона палестинци – 85% от населението на Газа – са били принудително разселени.
Правителството на Южна Африка започва дело срещу Израел в Международния съд (ICJ), обвинявайки го в нарушение на Конвенцията за геноцида. В първоначалното си решение съдът постановява, че Южна Африка има право да заведе делото, а палестинците имат право на защита от геноцид. Съдът нарежда на Израел да предприеме всички възможни мерки за предотвратяване на геноцидни действия, да предотврати и накаже подбуждането към геноцид, както и да позволи предоставянето на основни хуманитарни услуги, помощ и доставки в Газа. По-късно съдът нарежда на Израел да увеличи хуманитарната помощ за Газа и да прекрати офанзивата в Рафах.
Някои учени по международно право и геноцид, експерти на ООН, специалният докладчик на ООН за окупираните палестински територии Франческа Албанезе и Хюман Райтс Уоч са цитирали изказвания на висши израелски представители, които показват или могат да показват „намерение за унищожение“ на населението на Газа изцяло или частично – необходимо условие за юридическото определение на геноцид. Други учени твърдят, че няма достатъчно доказателства за конкретно „намерение за унищожение“. Израелското правителство отхвърля обвиненията на Южна Африка и твърди, че Израел се защитава.
Правителствата на множество страни по света определят действията на Израел като геноцид, но други, сред които САЩ, Германия, Унгария, Италия и Великобритания не са съгласни с определението за геноцид.